# 屈尔桑
屈尔桑（法語：Cursan，法語發音：[kyʁsɑ̃]）是法国吉伦特省的一个市镇，属于波尔多区。

## 地理
屈尔桑（44°48'13"N, 0°20'14"W）面积6.07 平方千米，位于法国新阿基坦大区吉倫特省，该省份为法国西南部沿海省份，是法國本土面积最大的省，北起滨海夏朗德省，西临大西洋，南至朗德省，东南接洛特-加龍省，东临多爾多涅省。
与屈尔桑接壤的市镇（或旧市镇、城区）包括：克鲁瓦尼翁、克雷翁、巴龙、卡米亚克和圣但尼、勒普、萨迪拉克、拉索沃。

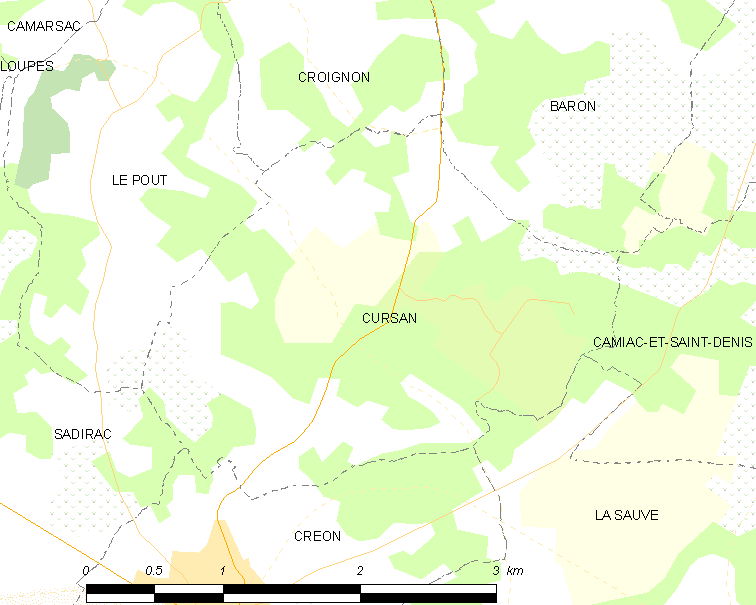
屈尔桑的OSM定位图

屈尔桑的时区为UTC+01:00、UTC+02:00（夏令时）。

## 行政
屈尔桑的邮政编码为33670，INSEE市镇编码为33145。

## 政治
屈尔桑所属的省级选区为克雷翁县。

## 人口

1962-2008年间屈尔桑人口变化图示

屈尔桑于2022年1月1日时的人口数量为666人。